# Gliese 204
Gliese 204 is een oranje dwerg met een spectraalklasse van K5V. De ster bevindt zich 42,17 lichtjaar van de zon.
De ster is kouder dan de zon, met een effectieve temperatuur van 4647 ± 88 K en een lichtkracht van 18% van die van de zon. Zijn diameter bedraagt 70% van die van de zon.